# Chaudhuriidae
Chaudhuriidae é uma família de peixes da ordem Synbranchiformes, para a qual o Catalogue of Life lista 6 géneros e 10 espécies validamente descritas.

## Descrição
A família Chaudhuriidae, que engloba pequenos peixes conhecidos pelos nomes comuns de enguias-minhoca ou enguias-sem-espinha, agrupa um conjunto mal conhecido de pequenos peixes de água doce, externamente semelhantes a pequenas enguias ou minhocas, aparentados com os muçums. Os poucos espécimes conhecidos apresentam comprimento inferior a 8 cm, com a espécie Nagaichthys filipes a atingir apenas 3,1 cm de comprimento total.
As 10 espécies conhecidas (em 2011, ano eqm a família foi revista) apresentam literalmente o tamanho e a morfologia de  minhocas, o que deu origem a um dos nomes comuns da família.  Apesar da espécie Chaudhuria caudata ter sido descrita por Nelson Annandale em 1918, a partir de espécimes capturados no Lago Inle (Birmânia), as restantes espécies que integram este taxon apenas foram descritas a partir da década de 1970. Todas as espécies presentemente conhecidas têm distribuição natural no sueste e leste da Ásia, desde a Índia à Coreia.
As espécies integradas nesta família apresentam uma morfologia fortemente adaptada à vida nos lodos, sendo desprovidos de espinhas nas barbatanas dorsal e anal. No género Nagaichthys e Pillaia aquelas barbatanas estão fundidas com a barbatana caudal, enquanto nos outros géneros a barbatana caudal é pequena mas separada.
Os peixes desta família não não apresentam escamas e os olhos são pequenos, recobertos por uma membrana espessa.
Pouco se sabe da biologia e ecologia das espécies desta família.
O nome "Chaudhuriidae" deriva do nome comum destes peixes na língua birmanesa.

## Taxonomia
Com base no Catalogue of Life foi elaborado o seguinte cladograma:

| Chaudhuriidae | \| \| Bihunichthys \| \| \| \| \| \| Chaudhuria \| \| \| \| \| \| Chendol \| \| \| \| \| \| Garo \| \| \| \| \| \| Nagaichthys \| \| \| \| \| \| Pillaia \| \| \| \| |
|               | \| \| Bihunichthys \| \| \| \| \| \| Chaudhuria \| \| \| \| \| \| Chendol \| \| \| \| \| \| Garo \| \| \| \| \| \| Nagaichthys \| \| \| \| \| \| Pillaia \| \| \| \| |
|               | Mastacembelidae |
|               | |
|               | Synbranchidae |
|               | |
|               | Bihunichthys |
|               | |
|               | Chaudhuria |
|               | |
|               | Chendol |
|               | |
|               | Garo |
|               | |
|               | Nagaichthys |
|               | |
|               | Pillaia |
|               | |

|  | Bihunichthys |
|  |              |
|  | Chaudhuria   |
|  |              |
|  | Chendol      |
|  |              |
|  | Garo         |
|  |              |
|  | Nagaichthys  |
|  |              |
|  | Pillaia      |
|  |              |

A família Chaudhuriiidae os seguintes géneros e espécies (revisão de 2003):
- Bihunichthys Kottelat & Lim, 1994
  - Bihunichthys monopteroides Kottelat & Lim 1994. - Indonésia, Malásia. 4 cm.
- Chaudhuria Annandale, 1918
  - Chaudhuria caudata Annandale 1918. - Birmânia até ao Cambodja. 6 cm.
  - Chaudhuria fusipinnis Kottelat & Britz 2000.- Laos. 4,5 cm.
- Chendol Kottelat & Lim 1994
  - Chendol keelini Kottelat & Lim 1994.- Malásia, Indonésia. 6 cm.
  - Chendol lubricus Kottelat & Lim 1994.- Indonésia. 6 cm.
- Garo Talwar, Yazdani & Kundu 1977
  - Garo khajuriai Talwar, Yazdani & Kundu 1977.- Assam. 7 cm.
- Nagaichthys Kottelat & Lim 1991.
  - Nagaichthys filipes Kottelat & Lim 1991.- Indonésia, Malásia. 3 cm.
- Pillaia Yazdani, 1972
  - Pillaia indica Yazdani 1972. - Meghalaya (Índia). 8 cm.
  - Pillaia kachinica Kullander, Britz & Fang 2000. - Norte da Birmânia. 6 cm.